# Neptune (Schiff, 1911)
Die HMS Neptune war ein Schlachtschiff, das Ende der 1900er-Jahre für die Royal Navy gebaut wurde. Sie gehörte keiner übergeordneten Klasse an, sondern war ein Einzelschiff. Benannt nach dem römischen Gott des Meeres nahm sie als Teil der Grand Fleet an der Skagerrakschlacht teil. Das Schiff wurde im März 1921 ausgemustert und im September 1922 zum Abwracken verkauft.

## Geschichte
Mit dem Stapellauf der Dreadnought im Jahr 1906 sah sich das deutsche Reich gezwungen, seine Pläne zum Bau von Schiffen zu beschleunigen. Trotz dieser plötzlichen Vergrößerung der Flotte einer anderen Nation fühlte sich die britische Admiralität sicher, in dem Wissen, dass Deutschland bis 1910 nur vier moderne Großkampfschiffe in Dienst stellen würde, während die Royal Navy über elf verfügen würde. Dementsprechend schlug die Admiralität im Marineprogramm von 1908/1909 nur den Bau eines einzigen Schlachtschiffs und eines Schlachtkreuzers vor. Die Liberale Regierung, die sich für eine Senkung der Militärausgaben und eine Erhöhung der Sozialausgaben einsetzte, wollte den Haushalt um 1.340.000 Pfund gegenüber dem Vorjahreshaushalt kürzen, wurde aber schließlich davon abgebracht, nachdem der Premierminister Sir Henry Campbell-Bannerman im Februar 1908 eingehend über jeden Teil des Haushalts informiert worden war. Die Debatten über den Haushalt im März waren hitzig; Kritiker waren unzufrieden mit der Anzahl der zu bauenden Schiffe und argumentierten, die Regierung sei zu selbstgefällig, was die Überlegenheit der Royal Navy gegenüber der kaiserlichen Marine anging, aber sie waren zufrieden, als H. H. Asquith, Schatzkanzler, der für den todkranken Premierminister einsprang, verkündete, die Regierung sei bereit, so viele Dreadnoughts zu bauen, wie erforderlich seien, um eine mögliche deutsche Überlegenheit ab Ende 1911 zu verhindern.
Die Neptune, benannt nach dem römischen Gott des Meeres, wurde am 14. Dezember 1908 in Auftrag gegeben, am 19. Januar 1909 in der Portsmouth Marinebasis auf Kiel gelegt, am 30. September vom Stapel gelassen und im Januar 1911 zu Kosten von 1.668.916 Pfund einschließlich Bewaffnung fertiggestellt. Am 19. Januar 1911 wurde das Schiff für Versuche mit Scotts experimentellem Feuerleitrechner in Dienst gestellt, die bis zum 11. März dauerten und von Konteradmiral Sir John Jellicoe, dem Befehlshaber der Atlantikflotte, begutachtet wurden. Die Neptune löste die Dreadnought am 25. März als Flaggschiff der Home Fleet ab und nahm am 24. Juni an der Coronation Fleet Review in Spithead teil. Das Schiff nahm ebenfalls an der Parliamentary Naval Review am 9. Juli in Spithead teil. Am 10. März 1914 wurde die Neptune von der Iron Duke als Flaggschiff der Home Fleet abgelöst.

### Erster Weltkrieg
Zwischen dem 17. und 20. Juli 1914 nahm die Neptune an einer Test-Mobilmachung und Flottenüberprüfung als britische Reaktion auf die Julikrise teil. Nach ihrer Ankunft in Portland am 27. Juli erhielt sie den Befehl, sich zwei Tage später mit dem Rest der Home Fleet nach Scapa Flow zu begeben, um die Flotte vor einem möglichen deutschen Überraschungsangriff zu schützen. Im August 1914, nach dem Ausbruch des Ersten Weltkriegs, wurde die Home Fleet als Grand Fleet reorganisiert und dem Kommando von Admiral Jellicoe unterstellt. Der größte Teil der Flotte lag kurzzeitig (22. Oktober bis 3. November) in Lough Swilly, Irland, während die Verteidigungsanlagen in Scapa Flow verstärkt wurden. Am Abend des 22. November 1914 unternahm die Grand Fleet einen erfolglosen Vorstoß in die südliche Hälfte der Nordsee, wobei die Neptune mit dem Hauptverband zur Unterstützung des 1. Schlachtkreuzergeschwaders von Vizeadmiral David Beatty bereitstand. Am 27. November war die Flotte zurück im Hafen von Scapa Flow, und am 11. Dezember begann die Überholung des Schiffes.
Am Abend des 23. Januar lief der größte Teil der Grand Fleet von Scapa Flow aus, um Beattys Schlachtkreuzer zu unterstützen, waren jedoch zu weit entfernt, um am folgenden Tag am Gefecht auf der Doggerbank teilnehmen zu können. Vom 7. bis 10. März unternahm die Grand Fleet eine Aufklärungsfahrt in der nördlichen Nordsee, bei dem sie Übungsmanöver durchführte. Nach dem Abschluss einer weiteren solchen Fahrt vom 16. bis zum 19. März wurde das Schiff auf dem Rückweg von dem deutschen U-Boot U 29 erfolglos angegriffen. Während des Wendemanövers für einen weiteren Angriff wurde das U-Boot von der Dreadnought entdeckt, die das U-Boot durch einen Rammstoß versenkte. Es gab keine Überlebenden. Vom 17. bis 19. April fanden Patrouillenfahrten statt, gefolgt von Geschützübungen vor den Shetland-Inseln am 20. und 21. April. Vom 17. bis zum 19. Mai und vom 29. bis zum 31. Mai unternahm die Grand Fleet Vorstöße in die zentrale Nordsee, ohne auf deutsche Schiffe zu stoßen. Vom 11. bis zum 14. Juni führte die Flotte erneut Geschütz- und Gefechtsübungen westlich von Shetland durch. Vom 2. bis zum 5. September unternahm die Flotte eine weitere Fahrt in der Nordsee, bei der sie Geschützübungen durchführte, und verbrachte den Rest des Monats mit zahlreichen Trainingsübungen. Vom 13. bis zum 15. Oktober unternahm das Schiff zusammen mit dem Großteil der Grand Fleet einen weiteren Einsatz in der Nordsee. Fast drei Wochen später, vom 2. bis zum 5. November, nahm die Neptune an einer weiteren Flottenübungsoperation westlich von Orkney teil. In der Nacht zum 25. März verließen die Neptune und der Rest der Flotte Scapa Flow, um Beattys Schlachtkreuzer bei dem Angriff auf den deutschen Zeppelinstützpunkt in Tondern zu unterstützen. Als sich die Grand Fleet am 26. März dem Gebiet näherte, hatten sich die britischen und deutschen Streitkräfte bereits getrennt, und ein starker Sturm bedrohte die kleineren Schiffe, so dass die Flotte den Befehl erhielt, zur Basis zurückzukehren. Am 21. April führte die Grand Fleet ein Ablenkungsmanöver vor Horns Riff durch, um es der kaiserlich russischen Marine zu ermöglichen, ihre Minenfelder in der Ostsee neu zu verlegen. Am 24. April kehrte die Flotte nach Scapa Flow zurück, erhielt dort neuen Proviant, neue Munition und neue Kohle und stach erneut in Richtung englischer Ostküste in See, da man aufgrund von Geheimdienstberichten einen Angriff der Deutschen auf Lowestoft befürchtete, aber erst in dem Gebiet ankam, nachdem sich die Deutschen bereits zurückgezogen hatten.

#### Skagerrakschlacht
In dem Versuch, einen Teil der Grand Fleet aus ihren Häfen zu locken und zu vernichten, verließ die deutsche Hochseeflotte, bestehend aus 16 Schlachtschiffen, 6 Einheitslinienschiffen und weiteren Schiffen, am frühen Morgen des 31. Mai Wilhelmshaven. Die Flotte fuhr in gemeinsamer Formation mit den fünf Schlachtkreuzern von Vizeadmiral Franz Hipper. Die nachrichtendienstliche Abteilung der britischen Admiralität Room 40 hatte den deutschen Funkverkehr mit den Operationsplänen abgefangen und entschlüsselt. Daraufhin befahl die Admiralität der Grand Fleet, die insgesamt 28 Schlachtschiffe und 9 Schlachtkreuzer umfasste, noch in der Nacht auszulaufen, um die Hochseeflotte abzuschneiden und zu vernichten.

Manöver der britischen (blau) und deutschen (rot) Flotte vom 31. Mai bis 1. Juni 1916

In der ersten Phase des allgemeinen Gefechts feuerte die Neptune unter dem Kommando von Kapitän Vivian Bernard um 18:40 Uhr zwei Salven aus seinen Hauptgeschützen auf ein kaum sichtbares Schlachtschiff ab. Etwa zu dem Zeitpunkt, als die Hochseeflotte um 18:55 Uhr ihren Kurs änderte, um die Briten erneut anzugreifen, feuerte die Neptune eine Salve auf den langsame Fahrt machenden Kleinen Kreuzer Wiesbaden ab, deren Wirkung unbekannt war. Nach dem Kurswechsel der Deutschen waren die Schiffe der 1. Schlachtkreuzergeschwaders den Deutschen am nächsten Um etwa 19:10 Uhr feuerte sie vier Salven auf den Schlachtkreuzer Derfflinger ab und meldete zwei Treffer, die jedoch nicht bestätigt werden konnten. Kurz darauf feuerte das Schiff ohne Erfolg auf feindliche Zerstörer und musste dann abdrehen, um drei Torpedos auszuweichen. Dies war das letzte Mal, dass die Neptune ihre Geschütze während der Schlacht abfeuerte. Sie verschoss während des Gefechts insgesamt 48 Zwölf-Zoll-Granaten und 48 Granaten aus ihren 102-mm-Geschützen.

### Anschließende Aktivitäten
Nach der Schlacht wurde das Schiff dem 4. Schlachtgeschwader zugeteilt. Die Grand Fleet lief am 18. August aus, um die Hochseeflotte auf ihrem Vormarsch in die südliche Nordsee aus dem Hinterhalt anzugreifen, aber eine Reihe von Fehlmeldungen hinderte Jellicoe daran, die deutsche Flotte abzufangen, bevor sie in den Hafen zurückkehrte. Zwei leichte Kreuzer wurden während der Operation von deutschen U-Booten versenkt, was Jellicoe zu der Entscheidung veranlasste, die größeren Einheiten der Flotte südlich von 55° 30' Nord nicht zu riskieren, da es dort viele deutsche U-Boote und Minen gab. Die Admiralität stimmte dem zu und legte fest, dass die Grand Fleet nicht ausrücken würde, es sei denn, die deutsche Flotte versuchte eine Invasion Großbritanniens oder es bestand die große Möglichkeit, dass sie unter geeigneten Bedingungen zu einem Gefecht gezwungen werden könnte.
Am 22. April 1918 fuhr die Hochseeflotte zum letzten Mal nach Norden, um einen Konvoi nach Norwegen abzufangen, musste aber zwei Tage später umkehren, nachdem der Schlachtkreuzer Moltke einen Motorschaden erlitten hatte. Die Grand Fleet lief am 24. April von Rosyth aus, als die Operation entdeckt wurde, konnte die Deutschen aber nicht mehr einholen. Die Neptune lag bei der Kapitulation der deutschen Flotte am 21. November in Rosyth und wurde am 3. Februar 1919 in die Reserve versetzt, da sie im Vergleich zu den neuesten Schlachtschiffen völlig veraltet war. Das Schiff wurde im März 1921 ausgemustert und im September 1922 an Hughes Bolckow zum Abwracken verkauft.

## Technik

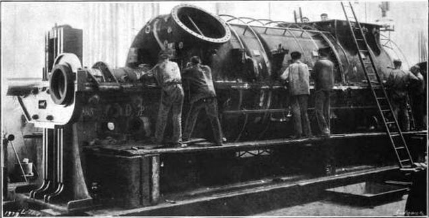
Parsons-Turbine

Die Neptune war eine verbesserte Version der vorangegangenen St.-Vincent-Klasse, die zusätzlich gepanzert und deren Bewaffnung im Hinblick auf eine größere Effizienz neu angeordnet war. Sie war das erste britische Schlachtschiff, das sich in der Anordnung seiner Geschütztürme von der Dreadnought unterschied. Im Gegensatz zu den früheren Schiffen waren ihre Flügeltürme „en echelon“ – das heißt in einer Reihe – angeordnet, so dass alle fünf Geschütztürme Breitseiten schießen konnten, obwohl dies in der Praxis wegen der Explosionsschäden an den Aufbauten und Booten nur in Notfällen praktikabel war. Dies geschah, um der neuesten ausländischen Konstruktionen wie der amerikanischen Delaware-Klasse zu entsprechen. Die Neptune war auch das erste britische Schlachtschiff, das mit Superfiring-Türmen ausgestattet wurde, um die Länge des Schiffes zu reduzieren und so die Kosten zu senken. Eine weitere Längenersparnis wurde dadurch erzielt, dass die Rettungsboote auf Trägern über den beiden Flügeltürmen platziert wurden. Der Nachteil dieser Anordnung bestand darin, dass die Träger bei einer Beschädigung während des Gefechts auf die Türme fallen und diese beschädigen könnten. Ebenso verhielt es sich mit der Brücke, die sich oberhalb des Kommandoturms befand, da dieser bei einem Einsturz der Brücke ebenfalls beschädigt werden konnte. Das Schiff hatte eine Gesamtlänge von 166,40 m, eine Breite von 25,90 m und einen Tiefgang von 8,70 m. Die Verdrängung lag zwischen 19.995 t und 23.085 t Die Besatzung des Schiffes bestand aus 759 Offizieren und Mannschaft.

### Antrieb
Die Neptune war mit zwei Parsons-Dampfturbinensätzen mit Direktantrieb ausgestattet, die insgesamt 25.000 PS (19.000 kW) entwickelten, mit der sie eine Höchstgeschwindigkeit von 21 Knoten (39 km/h) erreichte. Der Dampf wurde von 18 Admiralty-Kesseln geliefert. Das Schiff konnte maximal 2.710 t Kohle oder 790 t Öl mitführen, was ihm bei 10 Knoten (19 km/h) eine Reichweite von 6.330 Seemeilen (11.720 km) ermöglichte.

### Bewaffnung

#### Hauptbewaffnung

Anordnung der Hauptgeschütztürme, Bug rechts

Die Hauptbewaffnung bestand aus zehn 305-mm-Kanonen in fünf hydraulisch angetriebenen Zwillingsgeschütztürmen, drei entlang der Mittellinie und die übrigen zwei als Flügeltürme. Die Geschütztürme in der Mittellinie trugen die Bezeichnungen „A“, „X“ und „Y“ von vorn nach achtern, die Flügeltürme an Backbord und Steuerbord trugen die Bezeichnungen „P“ bzw.„Q“. Die Geschütze hatten eine maximale Elevation von +20°, was ihnen eine Reichweite von 19.385 m verlieh. Sie feuerten 386 kg schwere Geschosse mit einer Mündungsgeschwindigkeit von 861 m/s und einer Kadenz von zwei Schuss pro Minute ab. Das Schiff hatte 100 Granaten pro Geschütz an Bord.

#### Sekundärbewaffnung
Die Sekundärbewaffnung bestand aus sechzehn 102-mm-Geschützen, die in nicht abgeschirmten Einzellafetten in den Aufbauten installiert waren. Diese Änderung wurde vorgenommen, um die Probleme zu beheben, die mit den Turmaufbauten früherer Kriegsschiffe verbunden waren. Insbesondere waren die freiliegenden Geschütze schwer zu bedienen, wenn die Hauptbewaffnung im Einsatz war und die Munition nachgeladen werden musste. Außerdem konnten die Geschütze nicht zentral gesteuert werden, um das Feuer auf die gefährlichsten Ziele zu koordinieren. Die Geschütze hatten bei einer maximalen Elevation von +15° eine Reichweite von 10.424 m. Sie verschossen 14,1 kg schwere Geschosse mit einer Mündungsgeschwindigkeit von 860 m/s und waren mit 150 Schuss pro Geschütz ausgestattet. Vier schnell feuernde 47-mm-Dreipfünder-Hotchkiss-Salutkanonen wurden ebenfalls mitgeführt. Die Schiffe waren mit drei 450-mm-Torpedorohren ausgestattet, eines auf jeder Breitseite und ein weiteres im Heck, für das 18 Torpedos vorgesehen waren.

### Panzerung

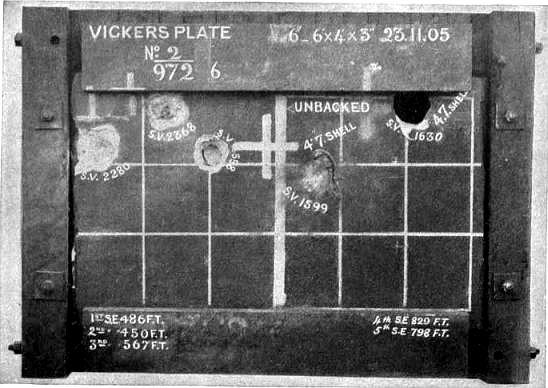
Krupp-Zementplatte nach Beschussversuchen

Die Neptune hatte einen Panzergürtel aus Krupp-Zementstahl der zwischen den vorderen und hinteren Barbetten 254 mm dick war und sich auf 64 mm an den Schiffsenden verjüngte. Die Panzerung bedeckte den Rumpf vom Mitteldeck bis zu einer Tiefe von 1,30 m unter der Wasserlinie, wo sie sich mittschiffs auf 203 mm verringerte. Darüber befand sich ein Plankengang mit ebenfalls 203 mm-Panzerung. Die vorderen 127-mm Querschotten verbanden den mittschiffs gelegenen Gürtel mit dem oberen Panzergürtel, wo sie die äußeren Teile der vorderen Barbette erreichten. In ähnlicher Weise verband das hintere Schott den Panzergürtel mit der hintersten Barbette. Die drei mittleren Barbetten wurden durch 229 mm oberhalb und 127 mm unterhalb des Hauptdecks geschützt. Die Flügelbarbetten waren ähnlich gepanzert, hatten aber an den Außenseiten eine Panzerung von 254 mm. Die Geschütztürme waren mit 279 mm dicken Seiten und mit 76 mm dicken Dächern gepanzert. Die drei gepanzerten Decks hatten eine Stärke von 32 bis 76 mm. Die Front und die Seiten des Kommandoturms wurden durch 279 mm dicke Platten geschützt, während die Rückseite und das Dach 203 mm bzw. 76 mm dick waren. Der Torpedokontrollturm achtern hatte 76 mm dicke Seiten und ein 50 mm dickes Dach. Darüber hinaus hatte die Neptune zwei längs verlaufende Torpedoschotts mit einer Dicke von 25 bis 76 mm, die vom vorderen Ende der A-Barbette bis zum Ende des Y-Magazins reichten.

### Sensoren
Die Steuerstände für die Hauptbewaffnung befanden sich in den Marsen des Vor- und Großmastes. Die Daten eines 2,7-m -Barr- und Stroud-Entfernungsmessers, der sich an jedem Leitstand befand, wurden in einen Dumaresq-Computer eingegeben und elektrisch an eine Vickers-Range Clock übertragen, wo sie in Höhen- und Vorhaltedaten für die Geschütze umgewandelt wurden. Die Zieldaten wurden auch grafisch auf einer Tabelle aufgezeichnet, um dem Geschützoffizier bei der Vorhersage der Bewegung des Ziels zu helfen. Die Geschütztürme, Sendestationen und Steuerstände konnten in nahezu beliebiger Kombination miteinander verbunden werden. Die Neptune war außerdem das erste britische Schlachtschiff, das mit einem experimentellen Feuerleitrechner ausgestattet war, der von Vizeadmiral Sir Percy Scott entworfen wurde. Dieser war auf dem Fockmast unterhalb des Ausgucks montiert und lieferte den Geschütztürmen die Daten elektrisch über Zeiger auf einer Skala, denen die Turmbesatzung nur zu folgen brauchte. Zusätzliche 270-mm-Entfernungsmesser, die durch gepanzerte Hauben geschützt waren, wurden Ende 1914 für jeden Geschützturm hinzugefügt. Darüber hinaus wurde das Schiff Anfang 1916 in jeder Übertragungsstation mit Mark I Dreyer-fire control table ausgestattet, welche die Funktionen des Dumaresq und der Vickers-Range-Clock kombinierten.

### Umbauten
Nach dem September 1913 wurden die vorderen 102-mm-Kanonen mit Geschützschilden versehen. Zwischen 1914 und 1915 wurde der vordere Bootsträger entfernt und ein 76-mm-Flugabwehrgeschütz auf dem Achterdeck hinzugefügt. Nach der Skagerrakschlacht im Mai 1916 wurden rund 51 t Deckspanzerung hinzugefügt. Anfang 1917 wurden vier Geschütze hinter den Aufbauten entfernt und ein einziges 102-mm-Flakgeschütz hinzugefügt, so dass insgesamt ein Dutzend 102-mm-Geschütze zur Verfügung standen. Von 1917 bis 1918 wurde das Torpedorohr und der Ausguck achtern entfernt und auf dem verbleibenden Ausguck ein Steilwinkel-Entfernungsmesser installiert. 1912 wurde ihr vorderer Schornstein verlängert und 1913 wurden Zwillingssuchscheinwerfer an den vorderen Aufbauten installiert. Am Anfang des Krieges wurde die vordere Flybridge entfernt und 1916 wurden die Zwillingssuchscheinwerfer durch Einzelscheinwerfer ersetzt.